# Madeuplexia
Madeuplexia är ett släkte av fjärilar. Madeuplexia ingår i familjen nattflyn.
Kladogram enligt Catalogue of Life:
| Madeuplexia | \| \| Madeuplexia altitudinis \| \| \| \| \| \| Madeuplexia camusi \| \| \| \| \| \| Madeuplexia pretiosa \| \| \| \| \| \| Madeuplexia retorta \| \| \| \| \| \| Madeuplexia sogai \| \| \| \| |
|             | \| \| Madeuplexia altitudinis \| \| \| \| \| \| Madeuplexia camusi \| \| \| \| \| \| Madeuplexia pretiosa \| \| \| \| \| \| Madeuplexia retorta \| \| \| \| \| \| Madeuplexia sogai \| \| \| \| |
|             | Madeuplexia altitudinis |
|             | |
|             | Madeuplexia camusi |
|             | |
|             | Madeuplexia pretiosa |
|             | |
|             | Madeuplexia retorta |
|             | |
|             | Madeuplexia sogai |
|             | |